# Fehéroroszország az 1994. évi téli olimpiai játékokon
Fehéroroszország a norvégiai Lillehammerben megrendezett 1994. évi téli olimpiai játékok egyik részt vevő nemzete volt. Az országot az olimpián 7 sportágban 33 sportoló képviselte, akik összesen 2 érmet szereztek. Fehéroroszország önállóan először vett részt az olimpiai játékokon, és meg is szerezte első olimpiai érmeit.

## Érmesek
| Érem  | Versenyző             | Sportág        | Versenyszám       |
| ----- | --------------------- | -------------- | ----------------- |
| Ezüst | Szvjatlana Paramihina | Biatlon        | Női 7,5 km sprint |
| Ezüst | Ihar Zsaljazovszki    | Gyorskorcsolya | Férfi 1000 m      |

## Biatlon
Férfi
| Versenyző                                                       | Versenyszám      | Lövőhiba    | Időeredmény | Helyezés |
| --------------------------------------------------------------- | ---------------- | ----------- | ----------- | -------- |
| Ihar Hohrjakov                                                  | 10 km sprint     | 4 (1+3)     | 31:50,7     | 45.      |
| Viktar Majgurov                                                 | 10 km sprint     | 3 (2+1)     | 31:09,2     | 37.      |
| Viktar Majgurov                                                 | 20 km egyéni     | 4 (1+1+1+1) | 1:00:42,7   | 23.      |
| Javhen Redzkin                                                  | 20 km egyéni     | 6 (2+1+2+1) | 1:03:34,9   | 53.      |
| Aljakszandr Papov                                               | 10 km sprint     | 0 (0+0)     | 29:38,5     | 10.      |
| Aljakszandr Papov                                               | 20 km egyéni     | 0 (0+0+0+0) | 57:53,1     | 4.       |
| Aleh Rizsankov                                                  | 10 km sprint     | 3 (2+1)     | 30:11,0     | 17.      |
| Vadzim Szasurin                                                 | 20 km egyéni     | 2 (2+0+0+0) | 1:01:09,8   | 28.      |
| Viktar Majgurov Ihar Hohrjakov Aleh Rizsankov Aljakszandr Papov | 4 × 7,5 km váltó | 0+0         | 1:32:57,2   | 4.       |

Női
| Versenyző                                                                    | Versenyszám      | Lövőhiba    | Időeredmény | Helyezés |
| ---------------------------------------------------------------------------- | ---------------- | ----------- | ----------- | -------- |
| Irina Kokujeva                                                               | 7,5 km sprint    | 2 (0+2)     | 26:38,4     | 6.       |
| Irina Kokujeva                                                               | 15 km egyéni     | 6 (1+3+1+1) | 56:12,0     | 28.      |
| Ljudmila Liszenka                                                            | 7,5 km sprint    | 3 (2+1)     | 29:23,9     | 50.      |
| Szvjatlana Paramihina                                                        | 7,5 km sprint    | 2 (2+0)     | 26:09,9     |          |
| Szvjatlana Paramihina                                                        | 15 km egyéni     | 4 (3+1+0+0) | 53:21,3     | 4.       |
| Natallja Permjakova                                                          | 7,5 km sprint    | 4 (2+2)     | 28:26,9     | 38.      |
| Natallja Permjakova                                                          | 15 km egyéni     | 2 (1+1+0+0) | 53:59,2     | 7.       |
| Natallja Rizsankova                                                          | 15 km egyéni     | 9 (2+3+1+3) | 59:26,9     | 49.      |
| Irina Kokujeva Natallja Permjakova Natallja Rizsankova Szvjatlana Paramihina | 4 × 7,5 km váltó | 8           | 1:54:55,1   | 6.       |

## Északi összetett
| Versenyző          | Versenyszám | Síugrás | Síugrás | Síugrás    | Sífutás | Sífutás | Összesítés | Összesítés |
| Versenyző          | Versenyszám | Pont    | Hely.   | Időhátrány | Idő     | Hely.   | Idő        | Helyezés   |
| ------------------ | ----------- | ------- | ------- | ---------- | ------- | ------- | ---------- | ---------- |
| Szjarhej Zaharanka | Egyéni      | 146,5   | 50.     | +11:10     | 42:34,3 | 41.     | 53:44,3    | 50.        |

## Gyorskorcsolya
Férfi
| Versenyző          | Versenyszám | Eredmény | Helyezés |
| ------------------ | ----------- | -------- | -------- |
| Vital Novicsenka   | 1500 m      | 1:57,50  | 35.      |
| Vital Novicsenka   | 5000 m      | 7:17,55  | 32.      |
| Ihar Zsaljazovszki | 500 m       | 36,73    | 10.      |
| Ihar Zsaljazovszki | 1000 m      | 1:12,72  |          |

## Műkorcsolya
| Versenyző                       | Versenyszám  | Rövid program     | Rövid program | Rövid program | Kűr               | Kűr   | Kűr         | Összesítés         | Összesítés |
| Versenyző                       | Versenyszám  | Több. hely. száma | Hely.         | Hely. pont.   | Több. hely. száma | Hely. | Hely. pont. | Helyezési pontszám | Helyezés   |
| ------------------------------- | ------------ | ----------------- | ------------- | ------------- | ----------------- | ----- | ----------- | ------------------ | ---------- |
| Aljakszandr Muraska             | Férfi egyéni | 7×24+             | 24.           | 12,0          | 8×23+             | 23.   | 23,0        | 35,0               | 23.        |
| Alena Hrihorjeva Szjarhej Sajko | Páros        | 9×18+             | 18.           | 9,0           | 9×17+             | 17.   | 17,0        | 26,0               | 17.        |

| Versenyző                        | Versenyszám | Kötelező tánc 1   | Kötelező tánc 1 | Kötelező tánc 1 | Kötelező tánc 2   | Kötelező tánc 2 | Kötelező tánc 2 | Eredeti (original) tánc | Eredeti (original) tánc | Eredeti (original) tánc | Kűr               | Kűr   | Kűr         | Összesítés         | Összesítés |
| Versenyző                        | Versenyszám | Több. hely. száma | Hely.           | Hely. pont.     | Több. hely. száma | Hely.           | Hely. pont.     | Több. hely. száma       | Hely.                   | Hely. pont.             | Több. hely. száma | Hely. | Hely. pont. | Helyezési pontszám | Helyezés   |
| -------------------------------- | ----------- | ----------------- | --------------- | --------------- | ----------------- | --------------- | --------------- | ----------------------- | ----------------------- | ----------------------- | ----------------- | ----- | ----------- | ------------------ | ---------- |
| Taccjana Navka Szamvel Gjozaljan | Jégtánc     | 6×11+             | 11.             | 2,2             | 5×10+             | 11.             | 2,2             | 9×11+                   | 11.                     | 6,6                     | 7×11+             | 11.   | 11,0        | 22,0               | 11.        |

## Síakrobatika
Ugrás
| Versenyző           | Versenyszám | Selejtező | Selejtező | Döntő   | Döntő    |
| Versenyző           | Versenyszám | Pont      | Helyezés  | Pont    | Helyezés |
| ------------------- | ----------- | --------- | --------- | ------- | -------- |
| Aljakszej Parfenkov | Férfi       | 228,49    | 1.        | 178,48  | 12.      |
| Vaszil Vorobjov     | Férfi       | 188,92    | 13.       | kiesett | kiesett  |
| Julija Rakovics     | Női         | 152,10    | 5.        | 135,53  | 10.      |

Mogul
| Versenyző            | Versenyszám | Selejtező | Selejtező | Döntő   | Döntő    |
| Versenyző            | Versenyszám | Pont      | Helyezés  | Pont    | Helyezés |
| -------------------- | ----------- | --------- | --------- | ------- | -------- |
| Aljakszandr Penyigin | Férfi       | 19,41     | 28.       | kiesett | kiesett  |

## Sífutás
Férfi
| Versenyző                                                             | Versenyszám         | Eredmény   | Helyezés   |
| --------------------------------------------------------------------- | ------------------- | ---------- | ---------- |
| Szjarhej Dalidovics                                                   | 10 km               | 28:02,8    | 70.        |
| Szjarhej Dalidovics                                                   | 15 km üldözőverseny | 43:10,5    | 51.        |
| Szjarhej Dalidovics                                                   | 30 km               | 1:20:36,5  | 37.        |
| Vaszil Garbacsov                                                      | 30 km               | 1:24:17,9  | 57.        |
| Vaszil Garbacsov                                                      | 50 km               | 2:21:31,3  | 43.        |
| Viktar Kamocki                                                        | 10 km               | 26:22,6    | 28.        |
| Viktar Kamocki                                                        | 15 km üldözőverseny | nem indult | nem indult |
| Viktar Kamocki                                                        | 30 km               | 1:19:47,7  | 31.        |
| Viktar Kamocki                                                        | 50 km               | 2:15:02,9  | 21.        |
| Ihar Obuhov                                                           | 10 km               | 27:29,2    | 62.        |
| Ihar Obuhov                                                           | 15 km üldözőverseny | 42:33,5    | 46.        |
| Ihar Obuhov                                                           | 50 km               | 2:17:08,4  | 25.        |
| Vjacsaszlav Plakszunov                                                | 10 km               | 27:12,1    | 53.        |
| Vjacsaszlav Plakszunov                                                | 15 km üldözőverseny | 40:15,2    | 21.        |
| Vjacsaszlav Plakszunov                                                | 30 km               | 1:18:57,7  | 27.        |
| Ihar Obuhov Viktar Kamocki Szjarhej Dalidovics Vjacsaszlav Plakszunov | 4 × 10 km váltó     | 1:49:23,7  | 12.        |

Női
| Versenyző                                                                 | Versenyszám         | Eredmény      | Helyezés      |
| ------------------------------------------------------------------------- | ------------------- | ------------- | ------------- |
| Ljudmila Dideleva                                                         | 5 km                | 15:57,7       | 36.           |
| Ljudmila Dideleva                                                         | 10 km üldözőverseny | 33:47,9       | 45.           |
| Alena Piirajnyen                                                          | 5 km                | 16:25,0       | 44.           |
| Alena Piirajnyen                                                          | 10 km üldözőverseny | 34:06,4       | 49.           |
| Alena Piirajnyen                                                          | 15 km               | 48:45,3       | 51.           |
| Szvjatlana Kamockaja                                                      | 5 km                | 16:25,8       | 45.           |
| Szvjatlana Kamockaja                                                      | 10 km üldözőverseny | nem indult    | nem indult    |
| Szvjatlana Kamockaja                                                      | 15 km               | 47:56,5       | 50.           |
| Szvjatlana Kamockaja                                                      | 30 km               | 1:36:51,0     | 44.           |
| Alena Szinykevics                                                         | 5 km                | 15:50,2       | 34.           |
| Alena Szinykevics                                                         | 10 km üldözőverseny | nem ért célba | nem ért célba |
| Alena Szinykevics                                                         | 15 km               | 45:45,4       | 33.           |
| Alena Szinykevics                                                         | 30 km               | 1:31:47,8     | 22.           |
| Alena Piirajnyen Szvjatlana Kamockaja Ljudmila Dideleva Alena Szinykevics | 4 × 5 km váltó      | 1:04:25,8     | 14.           |

## Síugrás
| Versenyző               | Versenyszám | 1. ugrás | 1. ugrás | 2. ugrás | 2. ugrás | Összesítés | Összesítés |
| Versenyző               | Versenyszám | Pont     | Hely.    | Pont     | Hely.    | Pont       | Helyezés   |
| ----------------------- | ----------- | -------- | -------- | -------- | -------- | ---------- | ---------- |
| Aljakszandr Szinyavszki | Normálsánc  | 93,5     | 44.*     | 85,5     | 39.      | 179,0      | 38.        |
| Aljakszandr Szinyavszki | Nagysánc    | 22,7     | 57.      | 46,9     | 46.*     | 69,6       | 54.        |

* - egy másik versenyzővel azonos eredményt ért el